# Счастливого Хэллоуина, Скуби-Ду!
«Счастливого Хэллоуина, Скуби-Ду!» (англ. Happy Halloween, Scooby-Doo!) — американский анимационный фильм студии Warner Bros. Animation из франшизы «Скуби-Ду». Трейлер мультфильма вышел 5 июля 2020 года. Премьера мультфильма состоялась 6 октября 2020 года, а на онлайн-платформах мультфильм вышел 15 сентября 2020 года. В России мультфильм должен был транслироваться 30 октября 2021 года на канале Cartoon Network в дубляже от студии Пифагор, но трансляцию отменили.

## Сюжет
Банда приезжает на Хэллоуин в город, который терроризирует Джонатан Крэйнь, переодевающийся в Пугало. В городе банде помогают их старые знакомые — Эльвира и Билл Най, но нужно ли это или эта помощь лишь будет мешать делу?

## Роли озвучивали
| Актёр              | Персонаж                                  |
| ------------------ | ----------------------------------------- |
| Фрэнк Уэлкер       | Скуби-Ду / Фред Джонс                     |
| Мэттью Лиллард     | Шэгги Роджерс                             |
| Грей Делайл        | Дафни Блейк                               |
| Кейт Микуччи       | Велма Динкли                              |
| Кассандра Петерсон | Эльвира                                   |
| Билл Най           | Билл Най (камео)                          |
| Дуайт Шульц        | Доктор Джонатан Крейн/Пугало              |
| Дэвид Херман       | Шериф                                     |
| Камали Минтер      | Мишель                                    |
| Бампер Робинсон    | Майк                                      |
| Роджер Крейг Смит  | Автопилот / Родитель                      |
| Фред Таташор       | Шакал Фонарей / Федеральный агент Маларки |